# Denise Dupont
Denise Dupont (ur. 24 maja 1984 w Glostrup) – jedna z najbardziej utytułowanych duńskich curlerek, olimpijka. Zawodniczka Tårnby Curling Club. Starsza siostra Madeleine i Olivera.
Aktualnie gra w drużynie Madeleine Dupont na pozycji trzeciej. Z drużyną Angeliny Jensen zdobyła srebrny medal na mistrzostwach świata 2007.

## Drużyna
Aktualna:
- Madeleine Dupont (skip)
- Christine Svendsen (druga)
- Lina Knudsen (otwierająca)

Byłe zawodniczki:
- Ane Hansen
- Angelina Jensen
- Camilla Jensen
- Lene Nielsen
- Maria Poulsen
- Stephanie Risdal Nielsen
- Helle Simonsen

## Najważniejsze osiągnięcia
| Rok  | Zawody                              | Miejsce | Pozycja |
| ---- | ----------------------------------- | ------- | ------- |
| 2001 | Mistrzostwa Świata Juniorów Grupy B | 2       | 4       |
|      | Mistrzostwa Świata Juniorów         | 9       | skip    |
| 2002 | Mistrzostwa Świata Juniorów Grupy B | 3       | skip    |
|      | Mistrzostwa Europy                  | 2       | 2       |
| 2003 | Mistrzostwa Świata                  | 8       | 2       |
|      | Mistrzostwa Europy                  | 3       | 2       |
| 2004 | Mistrzostwa Świata Juniorów Grupy B | 1       | 3       |
|      | Mistrzostwa Świata Juniorów         | 6       | 3       |
|      | Mistrzostwa Świata                  | 8       | 3       |
|      | Mistrzostwa Europy                  | 8       | 3       |
| 2005 | Mistrzostwa Świata Juniorów         | 4       | 3       |
|      | Mistrzostwa Świata                  | 10      | 3       |
|      | Mistrzostwa Europy                  | 3       | 3       |
| 2006 | Zimowe Igrzyska Olimpijskie         | 8       | 3       |
|      | Mistrzostwa Świata                  | 5       | 2       |
|      | Mistrzostwa Europy                  | 7       | 2       |
| 2007 | Mistrzostwa Świata                  | 2       | 3       |
| 2008 | Mistrzostwa Świata                  | 5       | 3       |
|      | Mistrzostwa Europy                  | 3       | 3       |
| 2009 | Mistrzostwa Świata                  | 3       | 3       |
|      | Mistrzostwa Europy                  | 3       | 3       |
| 2010 | Zimowe Igrzyska Olimpijskie         | 5       | 3       |
|      | Mistrzostwa Świata                  | 6       | 3       |
| 2014 | Mistrzostwa Świata                  | 9       | 3       |
|      | Mistrzostwa Europy Mikstów          | 5       | 2       |